# Közraktározás Magyarországon
A közraktározás (közraktári tevékenység) az áru közraktári szerződés alapján meghatározott módon történő tárolása és őrzése, a közraktári jegy kibocsátása, valamint az áru kiszolgáltatása. A közraktár olyan részvénytársaság, amelynél árut közraktározás céljából szerződés alapján megőrzésre letétbe helyezhetnek.

## Közraktári szerződés
Közraktári szerződés alapján a közraktár köteles a nála letett árut időlegesen megőrizni és arról közraktári jegyet kiállítani, a letevő pedig köteles közraktári díjat fizetni. A szerződés érvényességéhez annak írásba foglalása szükséges. Ha a közraktár a letett áruról nem állít ki közraktári jegyet, az ügylet a Ptk szerinti letétnek minősül.
A közraktári szerződés tárgya olyan áru lehet, amely a személy- és vagyonbiztonságot, illetve a közraktárban letett más árukat nem veszélyeztet. A semmis közraktári szerződés alapján kiállított közraktári jegy nem értékpapír. 
Közraktári szerződést csak határozott időtartamra, legfeljebb egy évre lehet kötni, s annak időtartamát nem lehet meghosszabbítani. Ha a szerződés lejártát követően az árut nem értékesítik, a közraktári jegy birtokosa és a közraktár új szerződést köthetnek. Ilyenkor a korábbi szerződés alapján kiállított közraktári jegyet be kell vonni és érvényteleníteni kell.
A közraktározás – a felek megállapodása alapján – történhet oly módon, hogy az árut
a) a többi árutól elkülönítve, vagy
b) a többi letevő azonos fajú helyettesíthető áruival összekeverve
tárolják.
Az a) esetben a közraktárnak a közraktári jegy alapján a letevő által letett árut kell kiadni, a b) esetben a közraktári jegy birtokosa a közraktártól a letett áru alapján megállapított és közraktári jegyen megjelölt minőségnek és mennyiségnek megfelelő áru kiadására tarthat igényt.
A közraktárnak és a letevőnek meg kell állapítania, hogy a közraktár által történő átvétel időpontjában az áru milyen értéket képvisel és azt a közraktári jegyre, valamint a letéti könyvbe is be kell jegyezni. 
A közraktár a nála elhelyezett árut a szerződésben meghatározott módon köteles megóvni a mennyiségi és minőségi változásoktól. A letevő köteles tájékoztatni a közraktárat arról, hogy az áru milyen különleges kezelést igényel. A letevő – ha az áru jellegéből vagy a felek megállapodásából más nem következik – csomagolva köteles átadni az árut úgy, hogy az ne károsodjék, illetve más áruban kárt ne okozzon, a személy- és vagyonbiztonságot ne veszélyeztesse.
A közraktár nem köteles vizsgálni, hogy a letevő tulajdonosa-e az árunak, és nem felel azért, hogy a letevő azonos-e azzal a személlyel, akit a közraktári jegy letevőként megjelöl. Ha a közraktárnak hitelt érdemlő módon tudomására jut, hogy az áru bűncselekményből származik, köteles erről az illetékes hatóságot értesíteni.

## A közraktári jegy
- A közraktári jegy a közraktári szerződés alapján letétbe vett áruról kiállított rendeletre szóló értékpapír, amely a közraktár részéről az áru átvételének elismerését jelenti, és kiszolgáltatásra vonatkozó kötelezettségét bizonyítja.
- A közraktári jegy a közraktár által időrend és sorszám szerint vezetett letéti könyv szelvényrészét képezi, és a letéti könyvben maradó tőlappal azonos adatokat tartalmazó, összefüggő, de egymástól elválasztható két részből, árujegyből és zálogjegyből áll. Az árujegy és a zálogjegy együttes birtoklása jogosít a közraktárban elhelyezett áru kiszolgáltatásának igénylésére.

- A közraktári jegy mindkét részének tartalmaznia kell:
  - a) a közraktári jegy (árujegy-zálogjegy) elnevezést az okirat kiállításának nyelvén;
  - b) a közraktár megnevezését;
  - c) a letéti könyv sorszámát;
  - d) a letevő nevét, székhelyét (lakhelyét);
  - e) a letett áru megnevezését, mennyiségét, minőségét és értékét;
  - f) a szerződésben kikötött közraktári díjból és a közraktári szerződésben kikötött egyéb szolgáltatások díjaiból fennálló követelés összegét;
  - g) a közraktározás időtartamát a lejárat pontos megjelölésével;
  - h) a raktározás helyét, továbbá
  - i) a kiállítás keltét és a közraktár cégszerű aláírását.

### A közraktári jegy átruházása
A közraktári jegy vagy bármely részének átruházása forgatás útján történhet. Forgatás a közraktári jegy vagy egy részének az átruházása a jegy hátoldalára írt átruházó nyilatkozattal és az átruházó (cégszerű) aláírásával. A forgató a közraktári jegy vagy egy részének az átruházója. A forgatmányos a közraktári jegyet vagy egy részét megszerző személy. A forgatmány az átruházó nyilatkozat.
A közraktári jegy birtokosa a zálogjegy forgatásával kölcsönt vehet fel. A szabályosan forgatott zálogjegy önmagában a zálogjegyen szereplő összeg iránti pénzkövetelést testesíti meg, és ennek fedezetéül zálogjogot biztosít birtokosának a közraktárban elhelyezett árun.
Az árujegy magában véve csak a zálogjegyen feltüntetett összeggel csökkentett értékkel rendelkezik, és a közraktárnak az áru kiszolgáltatására vonatkozó, a zálogjegy által korlátozott kötelezettségét bizonyítja.

## Külső hivatkozások
menedzsment fórum